# Rosemary Ferguson
Rosemary Ferguson (ur. 21 lutego 1964 w Londynie) – brytyjska modelka.

## Kariera
Rosemary została odkryta w jednej z londyńskich restauracji przez agentkę z agencji Elite Premier w 1979 roku. Miała wówczas zaledwie 15 lat. Wkrótce odbyła pierwszą poważną sesję zdjęciową do magazynu "The Face". Po ukazaniu się zdjęć dostała mnóstwo ofert, jednak wszystkie odrzuciła, bojąc się utraty swej dotychczasowej pracy. Chciała również ukończyć szkołę średnią. Rok później zdecydowała się na powrót do branży mody. Wkrótce jej twarz ozdobiła okładkę brytyjskiego wydania magazynu Vogue. Podpisała kontrakty w Paryżu i Nowym Jorku, co pociągnęło za sobą sesje zdjęciowe dla międzynarodowych wydań magazynów: Elle, Vogue oraz Marie Claire. Zaproszono ją do kampanii reklamowych takich marek jak: Dolce & Gabbana, Gastone Lucioli, Giorgio Armani, Iceberg, Nina Ricci, Yoshi Yamamoto. Na wybiegu prezentowała kolekcje: Alexandra McQueena, Emanuela Ungaro, Givenchy, Karla Lagerfelda, Marca Jacobsa, Chanel oraz firmy Versus.
W 2002 roku zakończyła karierę modelki.